# XCL2
XCL2 (англ. X-C motif chemokine ligand 2) – білок, який кодується однойменним геном, розташованим у людей на короткому плечі 1-ї хромосоми.  Довжина поліпептидного ланцюга білка становить 114 амінокислот, а молекулярна маса — 12 567.
| 10         |  | 20         |  | 30         |  | 40         |  | 50         |
| ---------- |  | ---------- |  | ---------- |  | ---------- |  | ---------- |
| MRLLILALLG |  | ICSLTAYIVE |  | GVGSEVSHRR |  | TCVSLTTQRL |  | PVSRIKTYTI |
| TEGSLRAVIF |  | ITKRGLKVCA |  | DPQATWVRDV |  | VRSMDRKSNT |  | RNNMIQTKPT |
| GTQQSTNTAV |  | TLTG       |  |            |  |            |  |            |

A: Аланін

C: Цистеїн

D: Аспарагінова кислота

E: Глутамінова кислота

F: Фенілаланін

G: Гліцин

H: Гістидин

I: Ізолейцин

K: Лізин

L: Лейцин

M: Метіонін

N: Аспарагін

P: Пролін

Q: Глутамін

R: Аргінін

S: Серин

T: Треонін

V: Валін

W: Триптофан

Кодований геном білок за функцією належить до цитокінів. 
Задіяний у такому біологічному процесі як хемотаксис. 
Секретований назовні.